# Famiglia di Kansas City
La famiglia di Kansas City è una famiglia mafiosa con sede a Kansas City, nel Missouri.

## Origini
La famiglia iniziò le sue attività nel 1912, fondata da Giuseppe e Pietro Di Giovanni, due mafiosi fuggiti dalla Sicilia, che in poco tempo incominciarono a creare e controllare i racket dell'intera città, attingendo affiliati dalla grossa comunità italiana della città.
Con l'inizio del Proibizionismo, divennero i più grossi contrabbandieri della città e dello Stato. In questo periodo, la famiglia era controllata anche da John Lazia, che sarebbe diventato presto uno degli uomini di punta della famiglia ora più grande e potente.
I Di Giovanni e Lazia furono aiutati dal politico corrotto Tom Pendergast, che allora era un capo criminale e leader politico di Kansas City. Grazie al triumvirato criminale, Kansas City risultò l'unica città dove durante il Proibizionismo nessuno fu arrestato per traffico di alcool, anche se era largamente esercitato.
Grazie al divieto, la famiglia divenne ricca in poco tempo.

## Post-Proibizionismo
Nel 1933 finì il Proibizionismo, e la famiglia iniziò anche ad estorcere denaro ad attività legali. 
Il 10 luglio 1934, Lazia sarà assassinato su ordine del suo viceboss Charles Corollo che, divenuto boss, regnerà sulla famiglia sino al 1939, quando sarà arrestato per evasione fiscale.
Il viceboss di Corollo, Charles Binaggio, riuscì a mettere le mani anche sui sindacati, e quando divenne boss nel 1939, si impegnò politicamente riuscendo anche a far vincere il suo candidato alle elezioni dello Stato del Missouri Forrest Smith, contro il vecchio alleato repubblicano Pendergast.
Tuttavia, quando Binaggio perse influenza nel Dipartimento di Polizia di Kansas City ed il governatore Smith smise di sostenere la famiglia, la Commissione ne richiese l'eliminazione.
Quindi anche Binaggio fu ucciso, il 6 aprile 1950, e gli successe Anthony Gizzo, che però morì di attacco di cuore nel 1953.

## Nicholas Civella
Il nuovo boss Nicholas Civella strinse alleanze con i boss di tutto il Midwest e rese la sua organizzazione ancora più potente.
Civella usò i fondi dell'International Brotherhood of Teamsters (Fratellanza Internazionale degli Autotrasportatori) di Jimmy Hoffa per finanziare la costruzione di vari casinò di Las Vegas.
Nel 1975 Civella fu arrestato per scommesse sportive illecite su una partita del Super Bowl del 1970, tra Minnesota Kings e Kansas City Chiefs. 
In questo periodo la famiglia subì una faida interna per il controllo del Mercato fluviale sul fiume Quay, in cui molti mafiosi furono uccisi e furono bombardati 3 edifici sul fiume.
Nel 1980, Civella fu di nuovo arrestato per corruzione. Fu rilasciato nel 1983, ma morì poco dopo.

## Operazione Strawman
L'FBI sospettò del coinvolgimento della famiglia nella gestione del Tropicana di Las Vegas, che si rivelò poi essere effettivamente controllato dalla famiglia.
Tramite intercettazioni telefoniche e cimici durante la fine degli anni settanta, si scoprì che Joe Agosto, capo del Tropicana's Folies Bergere, si occupava della "scrematura" degli introiti del Tropicana, ossia rubare i soldi stessi del casinò per sottrarli alla dichiarazione dei redditi, soldi che poi finivano sempre tramite Agosto a Nick Civella di Kansas City, Joseph Aiuppa di Chicago e le famiglie di Cleveland e Milwaukee.
Nel 1981 furono incriminati i responsabili della scrematura, ossia Joe Agosto, Nick Civella e suo fratello Carl Civella, Carl DeLuna e Carl Thomas. Gli imputati furono però condannati nel 1983. Questi fatti ispireranno parzialmente il romanzo di Nicholas Pileggi Casino: Love and Honor in Las Vegas ed il suo film Casinò.

## Anni recenti
Dopo l'arresto di Civella, il boss divenne William Commisano, che comanderà fino al 1995, anno della morte. Gli succederà Anthony Civella, che però morirà nel 2006.
La famiglia è composta da 25 membri secondo quando riportato dall'FBI dalla fine degli anni novanta. 
Attualmente i vertici della famiglia sono composti dal boss John Sciortino, figlioccio di Anthony Civella, e dal viceboss Peter Simone.
Il 21 luglio 2008 è morto Carl DeLuna, ex-braccio destro di Nick Civella e cognato di Anthony Civella. DeLuna aveva ispirato la figura di Artie Piscano nel film Casinò.

Si ritiene che la famiglia di Kansas City, nonostante le perdite subite, sia ancora attiva in tutta la zona metropolitana di Kansas City, a Saint Louis, sede della famiglia Gordano, e persino a Las Vegas, dove non ha perso affatto i contatti.

## Attuali membri della famiglia

### Capo
2006-presente - John "Johnny Joe" Sciortino

### Vicecapo
Peter "Las Vegas Pete" Simone

### Consigliere
Frank DeLuna

### Caporegime
- William Cammisano Jr.

### Soldati
- Vincent Civella
- James Moretina
- Vincent Pisciotta
- Peter J. "PJ" Ribaste